# Vasile Axinte
Vasile Axinte (n. 10 iulie 1951

) este un deputat român, ales în 2016. 
În perioada iunie 2012 - iunie 2016 Vasile Axinte a exercitat funcția de viceprimar la Primăria Pașcani.

## Controverse
La data de 07 iunie 2017, Agenția Națională de Integritate a constatat stare de incompatibilitate a lui Vasile Axinte în perioada când acesta era viceprimar. Între 2012 - 2013 deținea funcția de administrator la o societate comercială care a emis facturi spre decontare Primăriei Pașcani în valoare de peste 50.000 lei.